# Puig de Bàlitx
Der Puig de Bàlitx ist ein 580 m hoher Berg im Westen der Insel Mallorca in der Nähe des Ortes Port de Sóller. Es führt nur ein ziemlich unwegsamer Pfad hinauf; von oben hat man eine Aussicht hinab auf das Meer sowie auf große Teile der Serra de Tramuntana. (Der Berg ist in Privatbesitz, 2024 war der Zugang gesperrt)